# Piledriver (album)
Piledriver je páté studiové album anglické rockové skupiny Status Quo, které bylo vydáno v roce 1972. Bylo prvním albem, které skupina vydala na značce Vertigo, po odchodu od značky Pye Records.

## Seznam skladeb
1. "Don't Waste My Time" (Rossi/Bob Young) - 4:22
2. "Oh Baby" (Rossi/Parfitt) - 4:39
3. "A Year" (Lancaster/Frost) - 5:51
4. "Unspoken Words" (Rossi/Young) - 5:06
5. "Big Fat Mama" (Rossi/Parfitt) - 5:53
6. "Paper Plane" (Rossi/Young) - 2:52
7. "All the Reasons" (Parfitt/Lancaster) - 3:42
8. "Roadhouse Blues (Morrison/Densmore/Krieger/Manzarek) - 7:26
bonus na reedici v roce 2005
9. "Don't Waste My Time [Live Version]" (Rossi/Young)

## Sestava
- Francis Rossi - zpěv, sólová kytara
- Rick Parfitt - zpěv, kytara, klávesy
- Alan Lancaster - baskytara, zpěv
- John Coghlan - bicí